# Andersonia hammersleyana
Andersonia hammersleyana är en ljungväxtart som beskrevs av Lemson. Andersonia hammersleyana ingår i släktet Andersonia och familjen ljungväxter. Inga underarter finns listade i Catalogue of Life.